# Labradford
I Labradford sono stati un gruppo musicale post-rock originario di Richmond. Attivi dal 1992, hanno pubblicato sei album, l'ultimo nel 2001, anno in cui hanno interrotto l'attività.

## Storia del gruppo
Si sono formati nel 1992 come trio composto da Robert Donne (basso), Mark Nelson (chitarra e voce) e Carter Brown (tastiere).
Il loro stile musicale è un insieme di post-rock, ambient e krautrock. Nel 1993 esordirono con l'album Prazision, per l'etichetta di Chicago Kranky all'epoca all'esordio, rimasta in seguito la loro etichetta per tutti i loro lavori successivi. Il disco viene apprezzato dalla critica per il suo saper fondere originalmente richiami di krautrock, e musica ambient elettronica diventando col tempo una pietra miliare del post-rock. Vennero chiamati i nuovi Pink Floyd americani.
I successivi album tra i quali spicca il terzo, omonimo del 1996, hanno contribuito a fare del gruppo uno dei principali esponenti del post rock.
Nel 1999 hanno partecipato ad un tour con i Godspeed You! Black Emperor e ad alcuni Festival of Drifting , a cui hanno partecipato tra gli altri Robin Guthrie, Matmos, Papa M, e Sigur Rós.
L'attività del gruppo si interruppe nel 2001 quando dopo l'album Fixed::Context, le attività parallele dei componenti sono diventate predominanti. Robert Donne si è unito agli Spokane e collabora con i Gregor Samsa, mentre Mark Nelson ha continuato il proprio progetto solista (Pan American) con il quale ha realizzato alcuni album sempre per la Kranky.

## Discografia

### Album studio
- 1993 - Prazision
- 1995 - A Stable Reference
- 1996 - Labradford
- 1997 - Mi Media Naranja
- 1999 - E Luxo So
- 2001 - Fixed::Context

### Partecipazioni a compilation
- 1992 - Repugnating The Wombat - Retro 8
- 1994 - Dixie Flatline (Wilson Interrupt Mix), Skyliner (live) - Radioactive Rat
- 1994 - Ambient 4: Isolationism Air Lubricated Free Axis Trainer - Virgin AMBT 4
- 1994 - The Church Song (remix di un brano Jim O'Rourke) - Astralwerks ASW6153
- 1995 - Excursions in Ambience IV: The Fourth Frontier
- 1996 - Newman Passage, Pico / Elec. Security - Blast First bffp141cde
- 1996 - Volume 16, The Window - Volume 16 VCD16
- 1996 - Monsters, Rugrats and Bugmen, sedr 77 - Virgin ambt111
- 1998 - The Wire Tapper 2 (allegato alla rivista The Wire issue 177, Novembre 1998) V (Harold Budd Remix) - WIRECD002
- 2000 - The Wire Tapper 5 (allegato alla rivista The Wire issue 193, Marzo 2000)  So Remix (Matmos Remix), - WIRECD005